# Бриннер, Юл
Юл Бриннер (англ. Yul Brynner, при рождении Юлий Борисович Бринер; 11 июля 1920, Владивосток — 10 октября 1985, Нью-Йорк) — американский актёр театра и кино российского происхождения. Лауреат «Оскара» за лучшую мужскую роль в фильме «Король и я» (1956), первый в истории актёр российского происхождения, удостоенный этой премии.

## Биография

### Происхождение
Бриннер родился под именем Юлий Борисович Бринер (позже к фамилии была добавлена вторая «н») 11 июля 1920 года во Владивостоке. Позднее сам Бриннер распространял о себе легенду, что родился в цыганском таборе на Сахалине.
Его дед, Юлиус Бринер, был выходцем из Швейцарии. В шестнадцать лет он вместе с родителями переехал в Россию, затем переселился в Иокогаму (Япония), обзавёлся там семьёй, которую бросил, перебравшись на Сахалин, где женился вторично, на Наталии Иосифовне Куркутовой (чья мать была наполовину буряткой). В семье родилось шестеро детей — трое мальчиков и три девочки. Один из сыновей — Борис Юльевич Бринер — после окончания гимназии поступил в Санкт-Петербургский университет, где изучал минералогию. В Санкт-Петербурге он познакомился со студенткой Санкт-Петербургской консерватории Марией Дмитриевной Благовидовой (дочерью пензенского врача, жившего во Владивостоке, Дмитрия Евграфовича Благовидова, и Анны Тимофеевны Киреевой). В 1914 году они поженились, а 11 июля 1920 года у них родился сын, которого они назвали Юлием, в честь деда.
Бриннер в течение жизни неоднократно делал ничем не подтверждённые заявления о своём происхождении, что послужило причиной его разрыва с сестрой Верой. В частности, он уверял, что один из его родителей был цыганского происхождения. Он принимал активное участие в создании в 1978 году Международного союза цыган (англ. International Romani Union‎; IRU) и был его почётным президентом.

### Детство

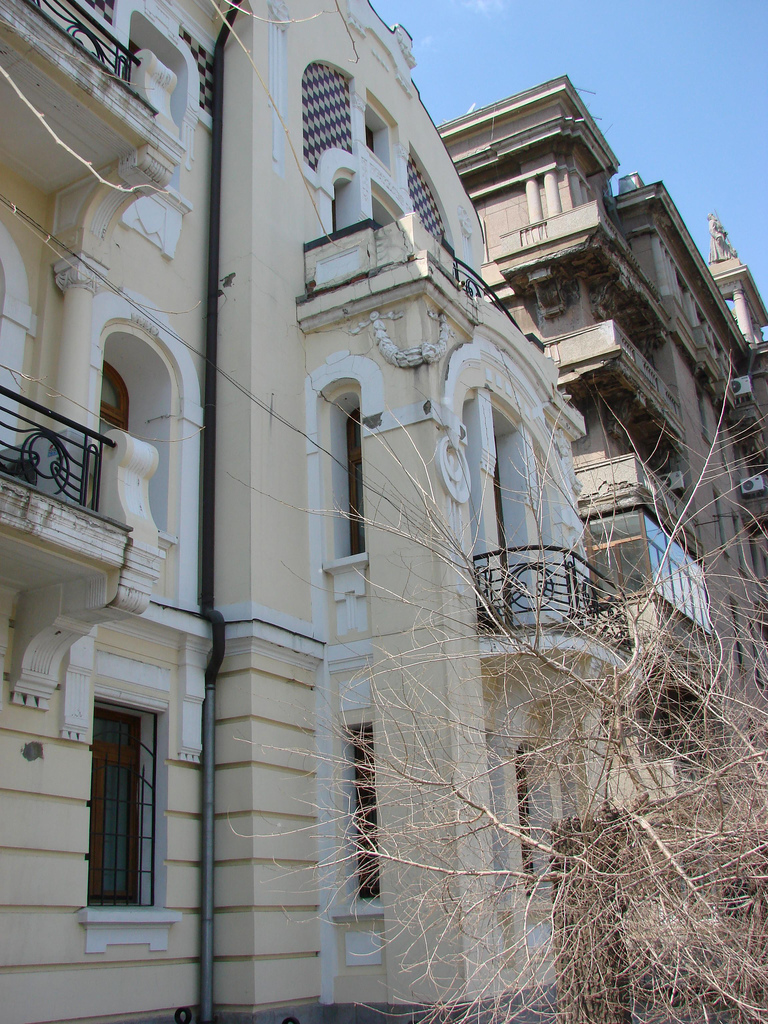
Дом во Владивостоке, где родился Юл Бриннер (ул. Алеутская, 15)

Когда Бриннеру было четыре года, его отец влюбился в жену артиста Алексея Дикого Екатерину Корнакову, после чего бросил семью и уехал с Корнаковой в Харбин (Китайская республика) к брату Феликсу. Позднее в Харбин перебралась и Мария Бринер с детьми — Юлием и Верой. В Харбине проявилась творческая одарённость юных Бринеров: у Веры был хороший голос, а Юлий активно участвовал в домашних спектаклях.

### В Париже
В 1934 году семья Бринеров перебралась в Париж, где Юлий Бринер поступил учиться в лицей, а Вера стала брать уроки пения. Впоследствии она вышла замуж за русского пианиста, переехала в Нью-Йорк и выступала на оперной сцене, а затем сама учила пению начинающих певиц.
Однажды Бринер оказался в ресторане, где выступали русские цыгане. Их выступление настолько потрясло его, что он решил научиться игре на гитаре, и 15 июня 1935 года в большом парижском кабаре состоялся первый концерт Юлия Бринера, исполнявшего цыганские песни. В Париже в 1930-х годах он подружился с цыганским артистом Алёшей Димитриевичем, который тогда был ещё известен только как танцор. Тридцать лет спустя, когда Димитриевич начал петь, они записали в Париже совместный музыкальный альбом «The Gypsy and I» (1967).
Потом Бринер увлёкся цирком и некоторое время выступал с номером «летающий клоун», который пользовался большим успехом у зрителей. Но после несчастного случая, когда он повредил позвоночник, об этой работе пришлось забыть. Некоторое время Юл увлекался наркотиками. Это свело его с Жаном Кокто, известным поэтом, драматургом, художником-авангардистом. Он познакомил Юла со своими друзьями Пабло Пикассо, Сальвадором Дали, Марселем Марсо, Жаном Маре.
Однако увлечение опиумом давало о себе знать, и Бринер решил избавиться от наркотической зависимости. Поэтому он поехал в Швейцарию, где жила его тётя Вера с дочерью Иреной. У неё он прожил год, интенсивно лечился от наркомании.
В 1938 году по возвращении в Париж Бринер устроился рабочим в русский театр.

### Харбин
С приближением Второй мировой войны Бринеры решили уехать из Европы: сестра переехала в Нью-Йорк, а Юл с матерью вернулись в Харбин. В Харбине он встретился с отцом и познакомился с его женой Екатериной Корнаковой, которая много рассказывала ему о Московском Художественном театре, системе Станиславского и своём учителе Михаиле Чехове.

### Первые годы в США

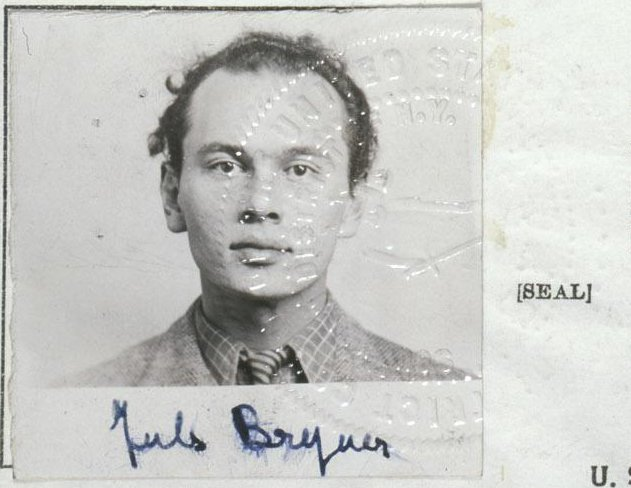
Фото Ю. Бриннера после иммиграции в США

В 1941 году у матери Бриннера обнаружили лейкемию, и он вывез её в США для лечения. Кроме того, он надеялся, что в США сможет поступить на курс актёрского мастерства к Михаилу Чехову. Это ему удалось, причём он не только брал уроки актёрского мастерства у Чехова, но также работал водителем грузовика, на котором возил декорации и реквизит. 2 декабря 1941 года Бриннер впервые выступил в маленькой роли Фабиана в спектакле «Двенадцатая ночь» по пьесе Уильяма Шекспира.
Чтобы помочь матери оплатить лечение, Бриннер много работал. Он был шофёром, вышибалой, исполнял романсы, пел цыганские песни. В те же годы он познакомился с актрисой Вирджинией Гилмор, которая уже имела опыт выступлений и съёмок в кино, хотя была всего на год старше. Гилмор влюбилась в Бриннера почти сразу. Они прожили вместе 17 лет до развода в 1960 году. Гилмор пережила Бриннера всего на полгода.

### Личная жизнь
В 1943 году умерла мать Бриннера. Гилмор уехала в Голливуд на съёмки нового фильма. Однажды Бриннер, не выдержав тоски и одиночества, позвонил ей и попросил выйти за него замуж. Гилмор согласилась, и 6 сентября 1943 года они сочетались законным браком. По возвращении в Нью-Йорк Вирджиния стала играть в одном из бродвейских театров, а Бриннер продолжил зарабатывать исполнением романсов и цыганских песен. Вскоре он расширил репертуар, включив в него и песни в стиле кантри. Этому способствовало расширение словарного запаса.
Бриннер был женат четыре раза, его первые три брака закончились разводом. У него было пятеро детей: сын Юл «Рок» Бриннер II от Вирджинии Гилмор, дочь Ларк от актрисы Фрэнки Тилден, дочь Виктория от Дорис Кляйнер и дочери Миа и Мелоди, двое вьетнамских детей, которых он усыновил вместе с Жаклин Тион де ла Шом.
Также была романтическая связь с бельгийской писательницей и художницей Моник Ватто с 1961 по 1967 год.

### Начало творческой деятельности
В 1945 году Юл Бриннер (он добавил вторую букву «н» к фамилии) был приглашён в бродвейский театр «Плимут» на главную роль в мюзикле «Песня лютни». Премьера этого спектакля состоялась 6 февраля 1946 года. Хотя критики и оценили работу Бриннера как среднюю, многие называли его самым перспективным бродвейским актёром. 23 декабря 1946 года Гилмор родила сына, Юла Бриннера младшего, прозванного отцом Рок в честь боксёра Рокки Грациано. Бриннер много гастролировал по Америке, побывал в Лос-Анджелесе, где пробовался на роль в кино. Потом состоялись годичные гастроли в Лондоне.
В 1948 году Гилмор и Бриннер стали ведущими первого в истории телевизионного ток-шоу «Мистер и Миссис», которое выходило на «Си-Би-Эс» ежедневно в течение 13 недель.

### Театр: первый успех
26 февраля 1951 года на Бродвее состоялась премьера мюзикла «Король и я» об английской учительнице, приехавшей в Сиам учить королевских детей. В этой постановке Юл Бриннер сыграл роль короля Сиама Монгкута и сыграл её настолько хорошо, что авторы поспешили специально сместить акценты в пьесе так, чтобы роль стала главной. Эта постановка имела огромный успех у публики и не сходила со сцены три года. В 1956 году по этой пьесе был снят фильм с Бриннером в главной роли, и уже в 1957 году за лучшее исполнение главной мужской роли он получил награду Американской киноакадемии — «Оскар».

### Кинематограф
Первую роль в кино Юл Бриннер сыграл в 1949 году, это был фильм «Порт Нью-Йорка». Затем, во время гастролей с мюзиклом «Король и я», Бриннер снялся в фильме «Десять заповедей» в роли фараона Рамзеса II. После успеха третьего фильма с его участием («Король и я») Бриннер стал признанной кинозвездой и пользовался успехом у известнейших актрис мирового кино. В результате отношения с женой становились всё более натянутыми и в конце концов завершились разводом в 1960 году. Вирджиния Гилмор (26 июля 1919 — 28 марта 1986) никогда больше не вышла замуж, а Бриннер был женат ещё трижды.

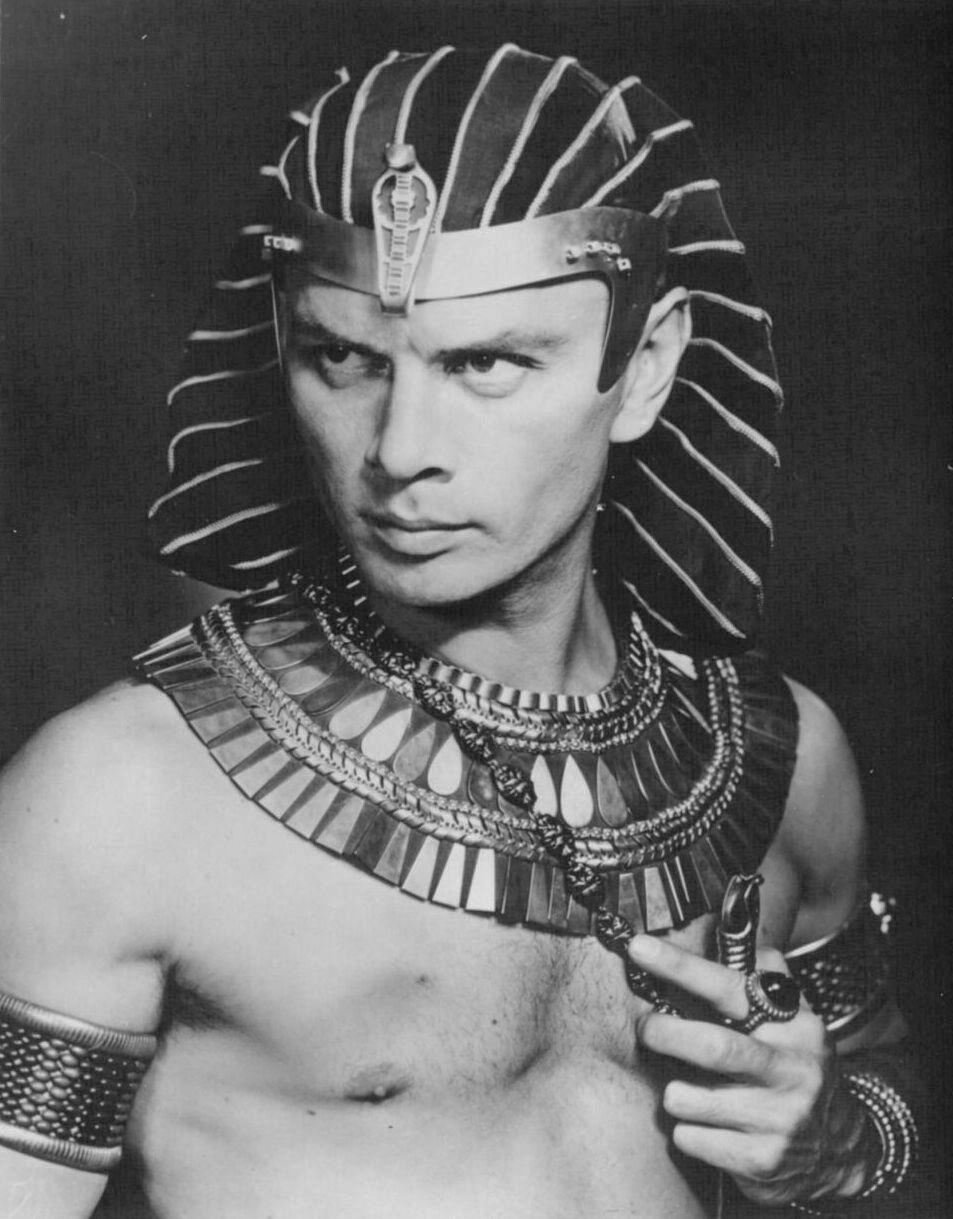
Юл Бриннер в роли фараона Рамзеса II в фильме «Десять заповедей» (1956)

Успех мюзикла привёл к тому, что Юла Бриннера стали чаще приглашать сниматься в кино. В 1956 году он сыграл одну из ролей в фильме «Анастасия» о якобы уцелевшей после расстрела дочери императора Николая II. Этот фильм снимал уроженец Киева Анатоль Литвак, а главную роль исполнила шведская актриса Ингрид Бергман.
В 1958 году Юл Бриннер сыграл роль Дмитрия Карамазова в фильме по роману Ф. М. Достоевского «Братья Карамазовы». Во время съёмок Бриннер повредил спину и весь фильм играл, превозмогая боль. В том же году ему предложили заменить внезапно умершего актёра и сыграть в фильме «Соломон и царица Савская», в котором его партнёршей стала Джина Лоллобриджида. За работу в этой картине он получил 1 млн долларов, но система налогообложения была такова, что от этих денег мало что осталось[сколько?].
В 1959 году Бриннер выкупил у Акиры Куросавы права на съёмку фильма по сюжету знаменитой картины «Семь самураев». Вестерн, получивший название «Великолепная семёрка», был поставлен режиссёром Джоном Стёрджесом и вышел на экраны в ноябре 1960 года. Кинокритики довольно прохладно приняли фильм. Картина имела огромный кассовый успех во всём мире, в том числе в СССР. Фильм повествовал о том, как семеро стрелков были наняты жителями нищей мексиканской деревушки для защиты от банды, регулярно грабившей их. В неравном бою стрелки побеждали бандитов. В фильме был продемонстрирован целый арсенал трюков: виртуозное владение оружием, скачки, опасные каскадёрские номера. Бриннер сыграл в этом фильме главную роль — стрелка Криса, который, получив предложение защитить деревушку, собирает ещё шестерых стрелков. В 1966 году было снято продолжение — «Возвращение великолепной семёрки», но фильм уже не имел такого успеха.
После успеха фильма «Великолепная семёрка» Юл Бриннер получал много предложений сниматься, и диапазон ролей был широкий: от Тараса Бульбы до израильского генерала, прототипом которого был Моше Даян. Тем не менее сам актёр довольно иронично относился к своему успеху и признавался, что американское кино ему не нравится. Снимался Бриннер и в европейском кино, даже во второплановых (но характерных) ролях: например, в англо-французском военно-шпионском фильме «Тройной крест» (1966), поставленном Теренсом Янгом.

### Театр: возвращение Короля

Мемориальная табличка во Владивостоке (ул. Алеутская, 15)

Юл Бриннер всегда хотел вернуться к спектаклю, который принёс ему первый успех, — «Король и я». 17 сентября 1972 года, в начале телесезона, был показан пилотный эпизод ситкома «Анна и король» по мотивам мюзикла, однако сериал оказался неуспешным и закончился 31 декабря, в середине сезона.
В 1974 году композитор Митч Ли пригласил Бриннера на главную роль в своём новом мюзикле по мотивам «Одиссеи». Спектакль был слабый, однако зрители шли на него только для того, чтобы вживую увидеть Юла Бриннера. Такой успех позволил Бриннеру возродить старый спектакль «Король и я». В 1976 году началась работа над спектаклем, и 18 мая 1977 года состоялась премьера. Спектакль с успехом прошёл во многих городах США, в Великобритании. Во время гастролей Юл Бриннер был принят королевой Великобритании Елизаветой II. В общей сложности состоялось 4633 показа спектакля. Последний раз — 30 июня 1985 года, за три с небольшим месяца до смерти артиста.

### Болезнь и смерть
В апреле 1983 года во время гастролей в Сан-Франциско Бриннер обратился к медикам, и они обнаружили у него рак лёгкого. Юл был заядлым курильщиком с 12 лет, выкуривал до трёх пачек сигарет в день.
Болезнь уже невозможно было вылечить, она прогрессировала: был затронут спинной мозг, хотя Бриннер бросил вредную привычку в 1971 году. Актёр испытывал боли, о которых знали только партнёры по сцене, но продолжал выступать.
После смерти Юла Бриннера по телевидению неоднократно повторялось его короткое обращение о вреде курения, снятое незадолго до смерти по заказу Американского онкологического общества. Сидя перед телекамерой, он говорил:
Сейчас, когда меня уже больше нет, предупреждаю вас: не курите. Что бы вы ни делали, только не курение. Если бы я мог вернуться назад и бросить курить, не было бы повода обсуждать мой рак. Я в этом убеждён.Оригинальный текст (англ.)Now that I’m gone, I tell you, don’t smoke. Whatever you do, just don’t smoke. If I could take back that smoking, we wouldn’t be talking about any cancer. I’m convinced of that.
 Это выступление впервые появилось на экранах в день смерти Юла Бриннера, 10 октября 1985 года. Данное выступление также демонстрировалось в ходе выставок «Информатика в жизни США», которые проходили в ряде городов СССР в 1986 году.
Похоронен во Франции, в королевском аббатстве Сен-Мишель де Буа-Обри (округ Шинон, департамент Эндр и Луара).

## Фильмография
| Год       |     | Русское название         | Оригинальное название              | Роль                                       |
| --------- | --- | ------------------------ | ---------------------------------- | ------------------------------------------ |
| 1944      | с   | —                        | Mr. Jones and His Neighbors        | мистер Джонс                               |
| 1949      | с   | Театр у камина           | Fireside Theatre                   | н/д                                        |
| 1949      | ф   | Порт Нью-Йорка           | Port of New York                   | Пол Викола                                 |
| 1949—1950 | с   | Первая студия            | Studio One                         | доктор Нестри                              |
| 1953      | с   | Сборник                  | Omnibus                            | Франсуа Виллон                             |
| 1956      | ф   | Король и я               | The King and I                     | король Сиама Монгкут                       |
| 1956      | ф   | Десять заповедей         | The Ten Commandments               | Рамсес II                                  |
| 1956      | ф   | Анастасия                | Anastasia                          | генерал Сергей Павлович Бунин              |
| 1958      | ф   | Братья Карамазовы        | The Brothers Karamazov             | Дмитрий Карамазов                          |
| 1958      | ф   | Флибустьер               | The Buccaneer                      | Жан Лафит                                  |
| 1959      | ф   | Путешествие              | The Journey                        | майор Суров                                |
| 1959      | ф   | Шум и ярость             | The Sound and the Fury             | Джейсон Компсон                            |
| 1959      | ф   | Соломон и царица Савская | Solomon and Sheba                  | Соломон                                    |
| 1960      | ф   | Ещё раз с чувством       | Once More, with Feeling            | Виктор Фабиан                              |
| 1960      | ф   | Завещание Орфея          | The Testament of Orpheus           | привратник / судья                         |
| 1960      | ф   | Пакет с сюрпризом        | Surprise Package                   | Нико Марч                                  |
| 1960      | ф   | Великолепная семёрка     | The Magnificent Seven              | Крис Лараби Адамс                          |
| 1960      | кор | —                        | The Children of Lindos             | Нико Марч                                  |
| 1961      | ф   | Любите ли вы Брамса?     | Goodbye Again                      | эпизодическая роль                         |
| 1962      | ф   | Побег из Захрейна        | Escape from Zahrain                | Шариф                                      |
| 1962      | ф   | Тарас Бульба             | Taras Bulba                        | Тарас Бульба                               |
| 1963      | ф   | Короли Солнца            | Kings of the Sun                   | вождь Чёрный Орёл                          |
| 1964      | ф   | Полёт из Ашийи           | Flight from Ashiya                 | сержант Майк Такашима                      |
| 1964      | ф   | Работа для стрелка       | Invitation to a Gunfighter         | Жюль Гаспар д’Эстен                        |
| 1965      | ф   | Моритури                 | Morituri                           | капитан Мюллер                             |
| 1966      | ф   | Откинь гигантскую тень   | Cast a Giant Shadow                | Ашер Гонен                                 |
| 1966      | ф   | Маки — это тоже цветы    | The Poppies Are Also Flowers       | полковник Сейлем                           |
| 1966      | ф   | Возвращение семёрки      | Return of the Seven                | Крис Лараби Адамс                          |
| 1966      | ф   | Тройной крест            | Triple Cross                       | барон фон Грюнен                           |
| 1967      | ф   | Двойник                  | The Double Man                     | Дэн Слейтер / Кальмар                      |
| 1967      | ф   | Долгая дуэль             | The Long Duel                      | Султан                                     |
| 1968      | ф   | Вилья в седле            | Villa Rides                        | Панчо Вилья                                |
| 1969      | ф   | Досье на «Золотого гуся» | The File of the Golden Goose       | Питер Новак                                |
| 1969      | ф   | Битва на Неретве         | Bitka na Neretvi                   | Владо                                      |
| 1969      | ф   | Безумная из Шайо         | The Madwoman of Chaillot           | председатель                               |
| 1969      | ф   | Чудотворец               | The Magic Christian                | певец-трансвестит                          |
| 1970      | ф   | Прощай, Сабата           | Adios Sabata                       | Сабата / Индио Блэк                        |
| 1971      | ф   | Маяк на краю света       | The Light at the Edge of the World | Джонатан Конгри                            |
| 1971      | ф   | Роман конокрада          | Romansa konjokradice               | капитан Столофф, командир гарнизона Малавы |
| 1971      | ф   | Кэтлоу                   | Catlow                             | Кэтлоу                                     |
| 1972      | ф   | Недотёпы                 | Fuzz                               | глухой                                     |
| 1972      | с   | Анна и король            | Anna and the King                  | король Сиама Монгкут / дядя Патра          |
| 1973      | ф   | Змей                     | The Serpent                        | полковник Алексей Власов                   |
| 1973      | ф   | Западный мир             | Westworld                          | стрелок                                    |
| 1975      | ф   | Последний воин           | The Ultimate Warrior               | Карсон                                     |
| 1976      | ф   | Мир будущего             | Futureworld                        | стрелок                                    |
| 1976      | ф   | Смертельная ярость       | Con la rabbia agli occhi           | Питер Марчиани                             |

## Дискография
- Yul Brynner with Aliocha Dimitrievitch — «The Gypsy and I», 1967 год[18][19] то же, что и Yul Brynner: «The gypsy and I» (Vanguard 9256 79256); то же, что и Yul Brynner: «Le Tzigane et moi» avec Aliocha Dimitrievitch, LP: 80386 Vangard VSD 79256
- Yul Brynner, Aliosha Dimitrievitch, Valia Dimitrievitch – Звёзды русской эмиграции[20]

## Награды
- 1952 — премия «Тони» за лучшую мужскую роль второго плана в мюзикле «Король и я».
- 1957 — премия «Оскар» за лучшую мужскую роль в фильме «Король и я».
- 1985 — специальная премия «Тони» за 4525 выступлений в мюзикле «Король и я»[21].
- 2014 — медаль имени Михаила Чехова (посмертно, Дом русского зарубежья имени Александра Солженицына).

## Память

Владивосток, ул. Алеутская 15, памятник внуку возле дома его деда

- С 2003 года на Международном фестивале стран АТР «Меридианы Тихого» одному из фильмов-участников вручается приз имени Юла Бриннера, введённый по инициативе Рока Бриннера[22], сына Юла.
- 14 сентября 2005 года во Владивостоке, на фасаде дома № 15 по Алеутской улице, в память о Юле Бриннере была установлена мемориальная доска.
- 28 сентября 2012 года во Владивостоке, в сквере у дома, где актёр прожил первые семь лет своей жизни, ему был открыт памятник.